# Samostan sv. Petra, Salzburg
Samostan sv. Petra, tudi nadškofijski samostan sv. Petra (latinsko Archiabbatia sancti Petri Salisburgensis) v Salzburgu, je najstarejši obstoječi samostan avstrijske benediktinske kongregacije in na splošno v nemško govorečem svetu. Menihi živijo po benediktinskem pravilu.

## Zgodovina
Sveti Rupert je leta 696 ustanovil svetega Petra v Salzburgu kot misijon v jugovzhodnih Alpah. Najdbe ostankov zidu pod oltarjem današnje cerkve, ki izvirajo iz 5. stoletja, kažejo, da že v časih sv. Severina  na tem mestu  stala prva cerkvena stavba, ki jo je verjetno zgradila majhna romanska samostanska skupnost, Rupert pa je obnovil in razširil. Do leta 987 je bil škof s pomočjo personalne unije povezan z opatom, vendar je sveti Peter ostal rezidenca salzburškega nadškofa do leta 1110, kljub ločitvi obeh uradov tistega leta.
Samostan sv. Petra je bil v srednjem veku znan predvsem po svoji odlični pisarski šoli. To je tudi matični samostan benediktinskega samostana Admont na Štajerskem. Leta 1074 so iz sv. Petra v Admont poslali 12 menihov, da bi tam začeli samostansko življenje. Melkova reforma se je v 15. stoletju razširila tudi sem. Leta 1622 je nadškof Paris von Lodron v Salzburgu ustanovil benediktinsko univerzo, ki je bila s samostanom tesno povezana do njegove ukinitve leta 1810.
Prizadevanja opata Petrusa Klotza za ustanovitev katoliške univerze so leta 1926 nagradili z ustanovitvijo pripravljalnega kolegija benediktincev, kolegija sv. Benedikta - procesa, ki je pozneje privedel do ponovne ustanovitve univerze v Salzburgu. Leta 1927 je bil samostan sv. Peter povzdignjen v nadškofijski samostan. V času nacionalsocialističnega režima so bili menihi izgnani, samostan pa ni bil ukinjen. Menihi so se vrnili po vojni. Nazadnje, po kratkem obdobju opata nadškofa Bruna Beckerja (2009–10) od aprila 2010 do aprila 2013, je oče Benedikt Röck OSB vodil samostan kot administrator.
30. januarja 2013 je bil izvoljen Korbinij Birnbacher za novega opata svetega Petra. 21. aprila 2013 je v salzburški nadškofiji v kolegijski cerkvi ustoličen. Samostan ima trenutno 22 redovnikov (od septembra 2019).
- Notranjost samostana
- Križni hodnik
- Vodnjak

## Samostanska cerkev
Prva samostanska cerkev svetega Petra je bila zgrajena okoli leta 696, ko je Rupert (Hruodpert) obnovil romansko samostansko skupnost, ki je tam verjetno obstajala že od pozne antike. Jedro današnje cerkve sega v stavbo, ki je bila zgrajena v letih 1125–1143 in posvečena leta 1147. Mogočni cerkveni stolp, ki je bil okoli leta 1400 dvignjen, sega v 9. stoletje.
Glavni orgel je leta 1444 ustvaril graditelj orgel Mainz Heinrich Traxdorf na korni pregradi. V preddverju so ohranjeni gotski rebrasti oboki. Cerkev je bila obnovljena v renesančnem slogu leta 1605/06, obokana je bila leta 1619/20 in je bila leta 1622 opremljena z vitko kupolo. Prepoznavni baročni čebulni stolp je bil postavljen pod opatom Seeauerjem leta 1756. Oba visoka oltarja je v bistvu zasnoval Martin Johann Schmidt (Kremser-Schmidt). Znan je tudi oltar Maria-Säul z Marijo iz leta 1425. Notranjost cerkve ima štukature v rokokojskem slogu iz 1760–66 in stropne slike z bogato rokokojsko opremo, delo Franca Xaverja Königa, Lorenza Härmblerja, Johanna Höglerja, Benedikta Zöpfa in drugih, a je stara romanska zgradba stavbe jasno prepoznavna. Velika okrašena rokoko kovinska vrata / ograjo je zasnoval Philipp Hinterseer.
- Stolpi samostanske cerkve
- Glavna cerkvena ladja
- Ladja z oltarjem

Kapeli v cerkvi sta Wolfgangkapelle in Heiliggeistkapelle.
Majhna kapela svete Katarine (Mariazeller kapelle), ki jo je leta 1215 ustanovil vojvoda Leopold VI., je pritrjena na južni prečni krak cerkve in je bila posvečena leta 1227. Ima križni obok. Rokoko štukaturo iz leta 1792 je izdelal Peter Pflauders.
Bližnja Marienkapelle (prej dv. Vida kapela), vgrajena v samostanskem delu sv. Petra, je ohranila ves svoj gotski duh. To je verjetno najstarejša ohranjena gotska stavba v mestu. Tu je pokopan opat Johannes Staupitz († 1524), ki je bil nekoč verski nadrejeni (kot nekdanji avguštinec) Martin Luther.

## Knjižnica
Sveti Peter ima najstarejšo knjižnico v Avstriji. Najbolj dragocenih je 800 rokopisov, knjiga bratovščine (Liber Confraternitatum Sancti Petri), ki jih je leta 784 ustvaril škof Virgil in vsebuje imena ljudi od leta 784 do konca 9. stoletja. Zaradi nenehnega širjenja je knjižnica narasla na 100.000 zvezkov, v središču zbirke pa so dela o benediktinskem samostanu, srednjeveški cerkveni zgodovini, zgodovini umetnosti in Salisburgensiji. Posebne zbirke vključujejo inkunabule in zgodnje odtise, pa tudi grafično zbirko z zbirko molitvenikov P. Gregorja Reitlechnerja in zbirko zemljevidov.
Leta 1768 je opat Beda Seeauer del knjižnice preoblikoval v slogu rokokoja. Obnovljena je bila leta 1999 in do nje je mogoče dostopati le s posebnim dovoljenjem. Knjižnico se lahko uporablja po dogovoru.
Novembra 2006 so bili deli knjižničnega fonda, ki so bili podvojeni, prodani različnim knjižnicam, zbiralcem in univerzam v Avstriji in Nemčiji.

## Arhiv
Arhiv se uporablja za upravljanje samostana in raziskovanje njegove zgodovine. Vsebuje pisne zapise od 8. do 20. stoletja in vključuje naslednje zbirke:
- Serija certifikatov: približno 4300 potrdil do leta 1700
- Serija rokopisov A: kronike, dnevniki, zapisniki o kapitlju, vizitacijah, fundacijah, nekrologi in zvitki, invetarne in računovodske knjige in podobno
- Serija rokopisov B: uradne knjige najemodajalca (urbarji, zemljiške knjige, poslovne knjige dvornih sodnikov).
- akti: dokumenti in dopisi opatov in drugih upravnih uradov opatije
- Zbirke: fotografije, zemljevidi in načrti

## Glasbeni arhiv
Zaradi stika s pomembnimi salzburškimi glasbeniki ima sveti Peter pomembno, tudi avtografsko (rokopisni prepis avtorja, navadno znane osebe ali skladatelja) zbirko z deli Johanna Ernsta Eberlina, Antona Cajetana Adlgasserja, Leopolda in Wolfganga Amadeusa Mozarta, Johanna Michaela Haydna, Sigismunda von Neukomma, Roberta Führerja in Karla Santnerja.

## Glasba sv. Petra
Samostan sv. Petra je že od nekdaj znan po glasbenem in kulturnem delovanju. Glasbeniki in pevci sv. Petra so pomembno prispevali k oblikovanju cerkvenih festivalov. Delali so s Haydnom, W.A. Mozartom in drugimi (vključno s sodobnimi skladatelji). Tu naj bi bila izvedena Mozartova Velika maša v C- molu, verjetno 26. oktobra 1783 z ženo Constanze kot sopranistko-solistko.

## Muzej sv. Petra in druge zbirke
V sklopu muzejskega kompleksa DomQuartier Salzburg, ki se je odprl maja 2014, je v novem muzeju prvič predstavljen reprezentančni izbor umetniških zakladov benediktinske opatije, predstavljen z najnovejšo razstavno tehnologijo. Na ogled so izbrani predmeti iz arhiva in knjižnice, pa tudi obsežne samostanske zbirke: zbirka pobožnih slik, zbirka fotografij, slikarska zbirka, grafična zbirka, cerkveni zakladi, rokodelstvo, zbirka mineralov, zbirka pohištva, zbirka glasbenih instrumentov, omara za kovance in multimedijska predstavitev današnjega samostanskega življenja.

## Inštitut v sv. Petru
Konferenca opatov v Salzburgu je leta 2000 ustanovila Inštitut za benediktinske študije, da bi nemško govorečim benediktincem omogočila nadaljevanje šolanja v meniških predmetih. Uporablja se za raziskovanje pravil svetega Benedikta (Regula Benedicti) in za izvajanje tečajev. 
Zahvaljujoč delu očeta Adalbera Raffelsbergerja je sveti Peter eno prvih mest liturgične prenove v Avstriji. Leta 2001 je bil Liturgični inštitut pridružen Avstrijski škofovski konferenci.

## Samostanska kuhinja
Restavracija znotraj samostanskih zidov se imenuje Stiftskulinarium St. Peter in na podlagi dokumentarne omembe iz leta 803  trdi, da je najstarejša restavracija v srednji Evropi.

## Pokopališče
Na svojih pokopališčih, povezanih s samostanom, najdemo najstarejše arhitekturne dosežke Salzburga s katakombami. Veliko število kapel tudi pokopališče uvršča med najbolj impresivne v srednji Evropi.

## Gospodarstvo
V skladu z benediktinsko tradicijo je samostan sv. Petra odgovoren tudi za obsežno poslovanje: 
- Gostinska podjetja
- Vrtec Aiglhof
- Založba svetega Petra
- Mlin
- Najem stanovanj in poslovnih nepremičnin
- Kmetijstvo
- Gozdarstvo